# Без названия (фрегат)
Без названия — парусный фрегат Балтийского флота Русского царства, строившийся на Олонецкой верфи в 1705 году, однако недостроенный в связи со смертью кораблестроителя.

## Описание судна
Парусный фрегат с деревянным корпусом, киль и штевни судна были изготовлены из дуба. Длина судна по палубе составляла 24,4 метра, по килю — 21,3 метра, ширина по сведениям из различных источников от 10,3 до 10,4 метра, а осадка от 2,7 до 2,74 метра. Артиллерийское вооружение на фрегат не устанавливалось.
Фрегат не успел получить наименование, этот случай не единичный в истории именования кораблей российского флота, в его составе за всё время его существования также в силу различных причин не получили имён 9 парусных линейных кораблей и несколько десятков небольших парусных судов.

## История постройки
Фрегат был заложен на стапеле Олонецкой верфи 12 (23) апреля 1705 года французским корабельным мастером на русской службе Антуаном Бартелеми. 9 (20) апреля 1705 года олонецкий губернатор И. Я. Яковлев писал князю А. Д. Меншикову:

Карабелной мастер француженин заложил фрегат длиною 70 футов итальянских.— Письмо И. Я. Яковлева — А. Д. Меншикову от 9 (20) апреля 1705 года с Олонецкой верфи
Также в архивах сохранился документ за подписью самого кораблестроителя:

Апреля в 12 день нынешняго 705-го году заложен карабль, А заложил Мастер Француженин Антон Варфоломеев. Поскаске ево карена и астадипупу и астадипрова дубовые карена то есть киль длина 70 футов францужених. А цереграцких пигов то есть 25 аршин. Асотадипупою и астадипровою длины 80 футов францужених же а ввышину остудипа то есть корма 16 футов. А Астудипрова то есть нос 17 футов. Ширины будет 23-х фут сполу футом. А что тот карабль посовершенству ввышину будет отом он подаст ведомость впредь. Barthеlеmi— «Сведение 
о постройке на Олонецкой верфи корабля французским мастером, 1705 года
Спустя 4 дня после первого письма 13 (24) апреля 1705 года И. Я. Яковлев вновь писал князю А. Д. Меншикову по поводу заложенного фрегата:

Апреля Государь 12 числа заложен карабль францужские моды длиною с остадипупою и астади провою 80 фут вширину будет 23 фута а вышины мастер ныне ненаписал а сказал чтобы о вышине впредь ведомость подаст.— Письмо И. Я. Яковлева — А. Д. Меншикову от 13 (24) апреля 1705 года с Олонецкой верфи
В отчете Петру I 14 (25) апреля 1705 года И. Я. Яковлев также упоминает о вновь заложенном фрегате:

12 дня сего месяца, государь, заложили здесь карабль мерою 70 футов Италианских; а мастер у того карабля Француженин, кои прислан с Москвы от Савы Рагузинского. А киль и штевени дубовые поставлены.— Письмо И. Я. Яковлева — Петру I от 14 (25) апреля 1705 года с Олонецкой верфи
О заложенном корабле И. Я. Яковлев вновь пишет губернатору князю А. Д. Меншикову в письме, отправленном 15 (26) апреля 1705 года:

:Да апреля в 12 день заложен карабль киль длина 70 футов францужских мастер француженин Антон Варфоломеев.— Письмо И. Я. Яковлева — А. Д. Меншикову от 15 (26) апреля 1705 года с Олонецкой верфи
Однако в июне 1705 года корабельный мастер Антуан Бартелеми скончался на Олонецкой верфи, не успев поставить все шпангоуты на строившемся судне. Другие мастера, работающие на верви, не взялись доделывать недостроенный фрегат и спустя некоторое время он был разобран на стапеле.